# Bitter Fingers
Bitter Fingers (dt. „Bittere Finger“) ist ein Musiktitel des britischen Sängers und Komponisten Elton John, der Liedtext wurde von Bernie Taupin geschrieben.
Das Album Captain Fantastic and the Brown Dirt Cowboy wurde als Konzeptalbum realisiert und greift in chronologischer Reihenfolge sowie in autobiographischer Absicht Johns und Taupins Leben in London in den Jahren von 1967 bis 1970 auf. „Bitter Fingers“ ist das dritte von zehn Liedern. Die konzeptionelle Handlung wird mit dem Titel Tell Me When the Whistle Blows fortgesetzt.

## Hintergrund
In der ersten Zeit der Zusammenarbeit von John und Taupin änderte sich kaum etwas. John absolvierte seine Auftritte mit Long John Baldry (“I’m going on the circuit, I’m doing all the clubs” – „Ich drehe meine Runde, trete in allen Clubs auf“), spielte sein Repertoire und hoffte darauf, dass es ihm mit Taupin gelingen würde, Lieder zu schreiben, die viel mehr Applaus beim Publikum auslösen würden (“And I really need a song boys to stir those workers up” – „Und, Jungs, ich brauche wirklich ein Lied, das die Arbeiter begeistert“).
Dazu mussten die beiden sich jedoch zunächst aufeinander einstimmen. Zumindest die Rollenverteilung war klar: Taupin dachte sich immer neue Texte aus (“Oh could you knock a line or two together for a friend” – „Oh, könntest du nicht für einen Freund ein, zwei Zeilen zusammenzimmern“), John überlegte sich Melodie und Harmonie dazu, um ansprechende Lieder zu komponieren (“And we need a tune to open our season at Southend” – „Und wir brauchen eine Melodie, um unsere Saison in Southend zu eröffnen“).
John war es leid, Coverversionen anderer Künstler zum Besten zu geben (“I’m sick of tra-la-las and la-de-das” – „Ich habe die Tralalas und Ladidas so satt“) und in der zweiten Reihe zu stehen. Er sehnte etwas Neues herbei (“It seems to me a change is really needed” – „Mir scheint es, eine Veränderung ist wirklich nötig“), aber noch sind Taupins Texte nicht das was sie sein sollten (“It’s hard to write a song with bitter fingers” – „Es ist schwer, Lieder mit bitteren Fingern zu schreiben“).
Dennoch gab es Anzeichen dafür, dass die neuen, gemeinsam komponierten Lieder Gefallen fanden, wenn auch erst hin und wieder (“You know it’s just another hit and run from the Tin Pan Alley Twins” – „Weißt du, es ist nur ein weiterer Treffer und die Klimperzwillinge machen einfach weiter“).
Sie komponierten nicht nur für sich selbst, sondern sie boten die fertigen Lieder etablierten Kollegen wie Tom Jones an oder versuchten sich damit für den Eurovision Song Contest zu qualifizieren. Jedoch wurden diese Versuche nicht von Erfolg gekrönt.

## Besetzung
- Elton John – Gesang, Klavier
- Davey Johnstone – Gitarre, Hintergrundgesang
- Dee Murray – Bassgitarre, Hintergrundgesang
- Nigel Olsson – Schlagzeug, Hintergrundgesang
- Ray Cooper – Tamburin, Congas, Glockenbaum, Glocken

## Produktion
- Gus Dudgeon – Produzent